# Aleksei Selivanovski
Aleksei Selivanovski (rus. Алексей Павлович Селивановский) (n. 23 martie 1900 la Olgopol, gubernia Podolsk, azi în Ucraina  - d. 21 aprilie 1938 la Moscova) a fost un critic literar rus din prima jumătate a secolului XX.
A fost redactor șef al revistei Literaturnaia gazeta și a condus cercul literar Vagranka.
În 1936 a fost exclus din Partidul Comunist (bolșevic) al URSS iar în 1937 a fost arestat, fiind împușcat în anul următor. A fost reabilitat postum.